# Rally van Duitsland 2008
De Rally van Duitsland 2008, formeel 27. ADAC Rallye Deutschland, was de 27e editie van de Rally van Duitsland en de tiende ronde van het wereldkampioenschap rally in 2008. Het was de 449e rally in het wereldkampioenschap rally die georganiseerd wordt door de Fédération Internationale de l'Automobile (FIA). De start en finish was in Trier.

## Programma
| Etappe | Datum                | Klassementsproeven | Competitieve afstand |
| ------ | -------------------- | ------------------ | -------------------- |
| 1      | Vrijdag 15 augustus  | 6                  | 108,16 kilometer     |
| 2      | Zaterdag 16 augustus | 8                  | 159,76 kilometer     |
| 3      | Zondag 17 augustus   | 5                  | 84,97 kilometer      |
|        |                      |                    |                      |
| Totaal | Totaal               | 19                 | 352,89 kilometer     |

## Resultaten
| Algemene top tien | Algemene top tien | Algemene top tien      | Algemene top tien                  | Algemene top tien | Algemene top tien | Algemene top tien           | Algemene top tien           |
| Pos.              | #                 | Rijder                 | Auto                               | Gr/kl             | Tijd              | Eerste                      | Punten                      |
| Pos.              | #                 | Navigator              | Inschrijving                       | C                 | Straftijd         | Vorige                      | Punten                      |
| ----------------- | ----------------- | ---------------------- | ---------------------------------- | ----------------- | ----------------- | --------------------------- | --------------------------- |
| 1.                | 1                 | Sébastien Loeb         | Citroën C4 WRC                     | A8                | 3:26:19,7         | 0:00                        | 10                          |
| 1.                | 1                 | Daniel Elena           | Citroën Total WRT                  | C                 |                   | =                           | 10                          |
| 2.                | 2                 | Daniel Sordo           | Citroën C4 WRC                     | A8                | 3:27:07,4         | + 47,7                      | 8                           |
| 2.                | 2                 | Marc Martí             | Citroën Total WRT                  | C                 |                   | + 47,7                      | 8                           |
| 3.                | 8                 | François Duval         | Ford Focus RS WRC 07               | A8                | 3:27:39,7         | + 1:20,0                    | 6                           |
| 3.                | 8                 | Patrick Pivato         | Stobart VK Ford Rally Team         | C                 |                   | + 32,3                      | 6                           |
| 4.                | 3                 | Mikko Hirvonen         | Ford Focus RS WRC 08               | A8                | 3:27:49,8         | + 1:30,1                    | 5                           |
| 4.                | 3                 | Jarmo Lehtinen         | BP Ford Abu Dhabi World Rally Team | C                 |                   | + 10,1                      | 5                           |
| 5.                | 5                 | Petter Solberg         | Subaru Impreza S14 WRC 08          | A8                | 3:28:55,0         | + 2:35,3                    | 4                           |
| 5.                | 5                 | Phil Mills             | Subaru World Rally Team            | C                 |                   | + 1:05,2                    | 4                           |
| 6.                | 6                 | Chris Atkinson         | Subaru Impreza S14 WRC 08          | A8                | 3:31:05,6         | + 4:45,9                    | 3                           |
| 6.                | 6                 | Stéphane Prévot        | Subaru World Rally Team            | C                 |                   | + 1:10,6                    | 3                           |
| 7.                | 15                | Henning Solberg        | Ford Focus RS WRC 07               | A8                | 3:31:55,9         | + 5:36,2                    | 2                           |
| 7.                | 15                | Cato Menkerud          | Stobart VK Ford Rally Team         | A8                |                   | + 50,3                      | 2                           |
| 8.                | 18                | Urmo Aava              | Citroën C4 WRC                     | A8                | 3:31:57,5         | + 5:37,8                    | 1                           |
| 8.                | 18                | Kuldar Sikk            | World Rally Team Estonia           | A8                |                   | + 1,6                       | 1                           |
| 9.                | 4                 | Jari-Matti Latvala     | Ford Focus RS WRC 08               | A8                | 3:32:36,9         | + 6:17,2                    |                             |
| 9.                | 4                 | Miikka Anttila         | BP Ford Abu Dhabi World Rally Team | C                 | 0:30              | + 39,4                      |                             |
| 10.               | 11                | Toni Gardemeister      | Suzuki SX4 WRC                     | A8                | 3:33:36,5         | + 7:16,8                    |                             |
| 10.               | 11                | Tomi Tuominen          | Suzuki World Rally Team            | C                 |                   | + 59,6                      |                             |
| DNF top tien      |                   |                        |                                    |                   |                   |                             |                             |
| Pos.              | #                 | Rijder                 | Auto                               | Gr/kl             | KP                | Reden                       | Reden                       |
| Pos.              | #                 | Navigator              | Inschrijving                       | C                 | KP                | Reden                       | Reden                       |
| DNF               | 7                 | Gigi Galli             | Ford Focus RS WRC 07               | A8                | 5                 | Ongeluk                     | Ongeluk                     |
| DNF               | 7                 | Giovanni Bernacchini   | Stobart VK Ford Rally Team         | C                 | 5                 | Ongeluk                     | Ongeluk                     |
| DNF               | 31                | Martin Prokop          | Citroën C2 S1600                   | A6                | 9                 | Dynamo                      | Dynamo                      |
| DNF               | 31                | Jan Tománek            | Martin Prokop                      | A6                | 9                 | Dynamo                      | Dynamo                      |
| DNF               | 44                | Hans Weijs jr.         | Citroën C2 R2                      | A6                | 16                | Aandrijfas                  | Aandrijfas                  |
| DNF               | 44                | Hans van Goor          | KNAF Talent First                  | A6                | 16                | Aandrijfas                  | Aandrijfas                  |
| DNF               | 47                | Gilles Schammel        | Renault Clio R3                    | A7                | 11                | Schade na ongeluk           | Schade na ongeluk           |
| DNF               | 47                | Renaud Jamoul          | JPS Junior Team Luxembourg         | A7                | 11                | Schade na ongeluk           | Schade na ongeluk           |
| DNF               | 61                | René Kuipers           | Ford Focus RS WRC 06               | A8                | 18                | Mechanisch                  | Mechanisch                  |
| DNF               | 61                | Erwin Mombaerts        | René Kuipers                       | A8                | 18                | Mechanisch                  | Mechanisch                  |
| DNF               | 65                | Jasper van den Heuvel  | Mitsubishi Lancer Evo IX           | N4                | 8                 | Mechanisch                  | Mechanisch                  |
| DNF               | 65                | Martine Kolman         | Jasper van den Heuvel              | N4                | 8                 | Mechanisch                  | Mechanisch                  |
| EX                | 66                | Hermann Gassner sr.    | Mitsubishi Lancer Evo IX           | N4                | 19                | Uitgesloten - wielophanging | Uitgesloten - wielophanging |
| EX                | 66                | Karin Thannhäuser      | Hermann Gassner sr.                | N4                | 19                | Uitgesloten - wielophanging | Uitgesloten - wielophanging |
| DNF               | 69                | Karl-Friedrich Beck    | Renault Clio R3                    | A7                | 14                | Mechanisch                  | Mechanisch                  |
| DNF               | 69                | Jörg Stierle           | Karl-Friedrich Beck                | A7                | 14                | Mechanisch                  | Mechanisch                  |
| DNF               | 74                | Vacláv Arazim          | Mitsubishi Lancer Evo VIII         | N4                | 2                 | Mechanisch                  | Mechanisch                  |
| DNF               | 74                | Ondřej Beneš           | Vacláv Arazim                      | N4                | 2                 | Mechanisch                  | Mechanisch                  |
| DNF               | 76                | Ludvík Otto            | Subaru Impreza STi                 | N4                | 4                 | Mechanisch                  | Mechanisch                  |
| DNF               | 76                | Renáta Ottová-Jetelová | Ludvík Otto                        | N4                | 4                 | Mechanisch                  | Mechanisch                  |

| JWRC top drie | JWRC top drie      | JWRC top drie |
| Pos.          | Rijder             | Pnt.          |
| ------------- | ------------------ | ------------- |
| 1             | Sébastien Ogier    | 10            |
| 2             | Aaron Burkart      | 8             |
| 3             | Alessandro Bettega | 6             |

## Statistieken

#### Klassementsproeven
| Etappe | Datum       | KP | Starttijd | Naam                     | Lengte   | Snelste rijder | Tijd     | Gem. snelheid | Rallyleider    |
| ------ | ----------- | -- | --------- | ------------------------ | -------- | -------------- | -------- | ------------- | -------------- |
| 1      | 15 augustus | 1  | 9:13      | Ruwertal - Fell 1        | 21,22 km | Sébastien Loeb | 11:31,6  | 110,46 km/u   | Sébastien Loeb |
| 1      | 15 augustus | 2  | 10:26     | Grafschaft Veldenz 1     | 23,04 km | Sébastien Loeb | 13:14,4  | 104,41 km/u   | Sébastien Loeb |
| 1      | 15 augustus | 3  | 11:19     | Moselland 1              | 9,82 km  | Sébastien Loeb | 5:29,3   | 107,35 km/u   | Sébastien Loeb |
| 1      | 15 augustus | 4  | 14:52     | Ruwertal - Fell 2        | 21,22 km | Sébastien Loeb | 11:28,7  | 110,92 km/u   | Sébastien Loeb |
| 1      | 15 augustus | 5  | 16:05     | Grafschaft Veldenz 2     | 23,04 km | Sébastien Loeb | 13:12,3  | 104,69 km/u   | Sébastien Loeb |
| 1      | 15 augustus | 6  | 16:58     | Moselland 2              | 9,82 km  | Normtijd       | Normtijd | Normtijd      | Sébastien Loeb |
|        |             |    |           |                          |          |                |          |               | Sébastien Loeb |
| 2      | 16 augustus | 7  | 8:18      | Bosenberg 1              | 19,12 km | Sébastien Loeb | 10:50,1  | 105,88 km/u   | Sébastien Loeb |
| 2      | 16 augustus | 8  | 8:51      | Freisen - Westrich 1     | 16,16 km | Sébastien Loeb | 9:26,9   | 102,62 km/u   | Sébastien Loeb |
| 2      | 16 augustus | 9  | 9:26      | Birkenfelder Land 1      | 14,22 km | Sébastien Loeb | 7:47,1   | 107,30 km/u   | Sébastien Loeb |
| 2      | 16 augustus | 10 | 10:44     | Arena Panzerplatte 1     | 30,38 km | Sébastien Loeb | 17:44,5  | 102,74 km/u   | Sébastien Loeb |
| 2      | 16 augustus | 11 | 14:57     | Bosenberg 2              | 19,12 km | Sébastien Loeb | 10:50,6  | 105,80 km/u   | Sébastien Loeb |
| 2      | 16 augustus | 12 | 15:30     | Freisen - Westrich 2     | 16,16 km | Sébastien Loeb | 9:30,4   | 101,99 km/u   | Sébastien Loeb |
| 2      | 16 augustus | 13 | 16:05     | Birkenfelder Land 2      | 14,22 km | Sébastien Loeb | 7:56,3   | 107,48 km/u   | Sébastien Loeb |
| 2      | 16 augustus | 14 | 17:23     | Arena Panzerplatte 2     | 30,38 km | Sébastien Loeb | 17:41,5  | 103,03 km/u   | Sébastien Loeb |
|        |             |    |           |                          |          |                |          |               | Sébastien Loeb |
| 3      | 17 augustus | 15 | 7:28      | Dhrontal 1               | 22,22 km | François Duval | 14:23,1  | 92,68 km/u    | Sébastien Loeb |
| 3      | 17 augustus | 16 | 8:03      | Moselwein 1              | 18,08 km | François Duval | 10:43,9  | 101,08 km/u   | Sébastien Loeb |
| 3      | 17 augustus | 17 | 10:41     | Dhrontal 2               | 22,22 km | François Duval | 14:51,7  | 89,71 km/u    | Sébastien Loeb |
| 3      | 17 augustus | 18 | 11:16     | Moselwein 2              | 18,08 km | François Duval | 10:45,4  | 100,85 km/u   | Sébastien Loeb |
| 3      | 17 augustus | 19 | 13:08     | SSS Circus Maximus Trier | 4,37 km  | Sébastien Loeb | 3:22,4   | 77,73 km/u    | Sébastien Loeb |

| KP overwinningen | KP overwinningen |
| Rijder           | Aantal           |
| ---------------- | ---------------- |
| Sébastien Loeb   | 13               |
| François Duval   | 4                |
| Daniel Sordo     | 1                |

## Kampioenschap standen

#### Rijders
|   | Pos. | Rijder             | Pnt. |
| - | ---- | ------------------ | ---- |
| 1 | 1    | Sébastien Loeb     | 76   |
| 1 | 2    | Mikko Hirvonen     | 72   |
| 1 | 3    | Daniel Sordo       | 43   |
| 1 | 4    | Chris Atkinson     | 40   |
| = | 5    | Jari-Matti Latvala | 34   |

#### Constructeurs
|   | Pos. | Constructeur                       | Pnt. |
| - | ---- | ---------------------------------- | ---- |
| 1 | 1    | Citroën Total WRT                  | 123  |
| 1 | 2    | BP Ford Abu Dhabi World Rally Team | 115  |
| = | 3    | Subaru World Rally Team            | 69   |
| = | 4    | Stobart VK Ford Rally Team         | 51   |
| = | 5    | Munchi's Ford WRT                  | 19   |

- Noot: Enkel de top 5-posities worden in beide standen weergegeven.